# Carpomya
Carpomya is een geslacht van insecten uit de familie van de Boorvliegen (Tephritidae), die tot de orde tweevleugeligen (Diptera) behoort.

## Soorten
- C. incompleta (Becker, 1903)
- C. schineri (Loew, 1856)
- C. vesuviana Costa, 1854